# Hu Čjaomu
Hu Čjaomu (kitajsko 胡喬木, pinjin: Hu Qiaomu), kitajski revolucionar, sociolog, marksistični filozof, politik in akademik, * 4. junij 1912, Jančeng, provinca Džjangsu, Republika Kitajska, † 28. september 1992.
Bil je prvi predsednik Kitajske akademije družbenih znanosti, član Politbiroja KPK in član Kitajske akademije znanosti.